# IV. Reginár hainaut-i gróf
Reginár (947 után – 1013) középkori frank nemesúr, Hainaut grófja IV. Reginár néven.

## Élete
Apja a korábban Bohémiába száműzött III. Reginár hainaut-i gróf, anyja Adela von Dachsburg. Apját 958-ban Brúnó kölni érsek száműzte, mivel elfoglalta Brüsszelt és a környező vidéket. Reginár ekkor bátyjával, Lamberttel együtt Franciaországba menekült.
I. Ottó német király halálát követően (973) Reginár és Lambert visszatértek a grófságba, és megpróbálták visszafoglalni örökségüket. A Peronne városához közel vívott csatában megölték a grófi címet akkor viselő Wernert és bátyját, Renaudot, azonban II. Ottó német király ismét elrendelte száműzetésüket és az hainaut-i grófi címet Godfrey-nek adta.
Reginár ezután fokozatosan visszanyerte korábbi terüleit, amit már Ottó sem ellenzett és 985-ben egy levél már mint "Reginár gróf"-ot említi. 976-ban Károly, Lothár francia király bátyjának támogatásával megtámadta Godfreyt és a grófság nagy részét elfoglalta. 998-ban elfoglalták a monsi kastélyt, az előző gróf, Godfrey székhelyét és ettől kezdve Reginár hivatalosan viselte a Hainaut grófja címet.
A grófi címe visszaszerzése ellenére Reginár uralma nem volt teljes Hainaut területén, mert néhány birtok továbbra is II. Arnulf cambrai-i gróf uralma alá tartozott (Arnulf és Godfrey osztoztak a korábbi hainaut-i területeken).

## Családja és leszármazottai
Felesége Hedwige (v. Avoie) de France (969 – 1013 után), Capet Hugó francia király és Adelais d'Aquitaine lánya és II. Jámbor Róbert francia király nővére. Feltehetően 996-ban házasodtak össze. Bátyja Couvin, Fraisne, Nîme, Eve és Bens városait adta Hedwige hozományaként (a városok mind a mai Belgium területén találhatók).
Reginár grófnak és Hedwigének két gyermeke ismert.
- Reginár (? – 1039)[13][14] 1013-ban örökölte apja címét V. Reginár néven. 1015-ben összetűzésbe keveredett apai nagybátyjával, Lambert leuveni gróffal és a Florinnes városa mellett vívott csatában megölte.[15] Felesége Mathilde de Verdun.
- Beatrix (? – ?)[16] Első férje Ebles, Roucy grófja, akitől 1021 előtt elvált. Ebles 1021-től reimsi érsek. Második férje (1021-től) Manasses de Ramerupt, III. Hilduin de Ramerupt fia.[17]
- Egy harmadik gyermek, Lambert létezése kérdéses. Egy 1018-as, II. Henrik német-római császár által kiadott oklevél utal rá, amely a florennesi apátság támogatói között felsorolja anyját és bátyját, Reginárt.[18][19] A legkézenfekvőbb magyarázat, hogy a források által említett Hedwige azonos IV. Reginár feleségével és akkor harmadik gyermeküket Lambertnek nevezték. Elképzelhető ugyanakkor, hogy a szöveg III. Reginár feleségére utal, akinek biztosan volt két, Reginár és Lambert nevű fia.

## Lásd még
- Hainaut-i grófság
- Hainaut grófjainak listája